# 海姆斯海姆
海姆斯海姆（德語：Heimsheim，發音：[ˈhaɪmsˌhaɪm] ⓘ）是德国巴登-符腾堡州卡尔斯鲁厄行政区恩茨县的城市，面积14.3平方千米，2023年12月31日人口为5,608人。